# Mads Kruse Andersen
Mads Christian Kruse Andersen, född den 25 mars 1978 i Nørre Alslev i Danmark, är en dansk roddare.
Han tog OS-guld i lättvikts-fyra utan styrman i samband med de olympiska roddtävlingarna 2008 i Peking.